# Борнхольт
Борнхольт (нем. Bornholt) — община в Германии, в земле Шлезвиг-Гольштейн. 
Входит в состав района Рендсбург-Экернфёрде. Подчиняется управлению Ханерау-Хадемаршен.  Население составляет 187 человек (на 31 декабря 2010 года). Занимает площадь 11 км².